# Olios plumipes
Olios plumipes là một loài nhện trong họ Sparassidae.
Loài này thuộc chi Olios. Olios plumipes được Cândido Firmino de Mello-Leitão miêu tả năm 1937.